# Антъни Аскуит
Антъни Аскуит (на английски: Anthony Asquith) е британски филмов режисьор.

## Биография
Антъни Аскуит е син на британския премиер Хърбърт Аскуит и писателката Марго Аскуит графинята на Оксфорд и Аскуит. Роден е на 9 ноември 1902 г. в Лондон. Получава образованието си в Уинчестърския колеж и в Балиол колидж.
Започва да режисира в края на 20-те години и успява да създаде четири неми филма преди звукозаписната ера.
Аскуит страдал от алкохолизъм, бил е скрит хомосексуалист и поради това никога не е бил женен и нямал деца.
Умира на 66-годишна възраст от лимфома.

## Избрана филмография
| Година | Филм                 | Оригинално заглавие    |
| ------ | -------------------- | ---------------------- |
| 1951   | Версията на Браунинг | The Browning Version   |
| 1965   | Жълтият Ролс-Ройс    | The Yellow Rolls-Royce |